# He Weidong
He Weidong, född i maj 1957, är en kommunistisk kinesisk politiker och militär. Han är andre vice ordförande i centrala militärkommissionen och ledamot i politbyrån i Kinas kommunistiska parti.